# Kommunalwahlrecht (Bayern)
Das Kommunalwahlrecht in Bayern regelt die Wahlen für die Vertretungsgremien und für die Verwaltungsspitze in der unteren und oberen kommunalen Ebene, also die Wahl der Gemeinde- oder Stadträte und Bürgermeister sowie der Kreistage und Landräte. Die Wahl der Bezirkstage der Bezirke als dritter kommunaler Ebene wird nicht durch das Kommunalwahlrecht geregelt, sondern über das Gesetz über die Wahl der Bezirkstage, das in den Grundzügen dem Landtagswahlrecht entspricht. Verglichen mit den Landtags- oder Bundestagswahlen gibt das bayerische Kommunalwahlrecht dem Wähler außergewöhnlich viele Differenzierungsmöglichkeiten bei der Stimmabgabe, gilt damit aber auch als besonders komplex.

## Historische Entwicklung bis zum Ersten Weltkrieg
Mit dem Gemeindeedikt des Jahres 1818 wurden für alle bayerischen Kommunen erstmals Vertretungsgremien geschaffen, die als Vorläufer der heutigen Gemeinde- und Stadträte bezeichnet werden können. Für das Wahlrecht zu den Gremien war aber im Gemeindeedikt von 1818 und auch in der dann ab 1869 gültigen Gemeindeordnung festgelegt, dass nur einer privilegierten Gruppe von Einwohnern der Gemeinde das Wahlrecht zugestanden wurde. Nach der Wahlordnung vom 5. August 1818 wählten die Wahlberechtigten in Städten und Märkten Wahlmänner, die dann die Gemeindebevollmächtigten (Gemeindevertretung) bestimmten. Die Bevollmächtigten wählten dann den Magistrat (Gemeindebehörde), bestehend aus Bürgermeister, rechtskundigen und ehrenamtlichen Magistratsräten. In den Landgemeinden wurden Gemeindevorsteher, Pfleger und Gemeindebevollmächtigte ohne Wahlmänner von den Wahlberechtigten direkt gewählt. Die Wahlen in der ersten Hälfte des 19. Jahrhunderts waren nicht geheim, denn die Stimmen der Wahlberechtigten wurden mündlich abgegeben. Erst mit der Gemeindeordnung vom 29. April 1869 wurde die geheime und direkte Wahl der Gemeindebevollmächtigten ohne Wahlmänner eingeführt. Die Gemeindeordnung von 1869 bestand bis zum Ende des Ersten Weltkrieges. Kommunalwahlen die heutigem Verständnis entsprechen, fanden ihre landesweite Rechtsgrundlage erst während der Münchner Räterepublik im „Staatsgrundgesetz der Republik Bayern“ vom 4. Januar 1919, das eine Wahl nach den Grundsätzen des Landtagswahlrechts vorgab und somit eine allgemeine, gleiche, unmittelbare und geheime Wahl der Kommunalgremien bestimmte. Konkretisiert wurde dies im „Gesetz über die gemeindliche Selbstverwaltung“ vom 22. Mai 1919 und in der Gemeindeordnung vom 17. Oktober 1927.

### Bürgerrecht im 19. Jahrhundert
Gemäß der Wahlordnungen in den Gemeindeordnungen von 1818 und 1869 war es die entscheidende Frage, wer von den Einwohnern der Gemeinde das Bürgerrecht besaß und damit aktiv und passiv wahlberechtigt sein konnte. In beiden Gemeindeordnungen waren Frauen aber von vornherein vom Wahlrecht ausgeschlossen auch wenn sie in seltenen Fällen das Bürgerrecht besitzen konnten.
Nach der Gemeindeordnung von 1818 kam das Bürgerrecht(wirkliche Gemeindemitglieder) in den Gemeinden nur drei Kategorien von Einwohnern zu:
- Ständige Bewohner der Gemeinde, die in der Gemeinde ein besteuertes Gewerbe ausübten, oder dort besteuerten Haus- oder Grundbesitz hatten.
- Außerhalb der Gemeinde Wohnende, wenn sie in der Gemeinde besteuerten und bewohnten Grundbesitz hatten, wobei dann das Wahlrecht durch einen Bevollmächtigten wahrgenommen werden musste.
- Ständige Bewohner einer Stadt, denen das Bürgerrecht aus besonderen Gründen des Gemeindewohls von Magistrat und Gemeindebevollmächtigten, vorbehaltlich königlicher Zustimmung verliehen worden war.

Da die weitaus meisten Inhaber des Bürgerrechtes der ersten Kategorie angehörten, beschränkte sich das Bürgerrecht de facto auf die in der Gemeinde ansässigen Gewerbetreibenden, Haus- und Grundbesitzer. Das hatte der Gesetzgeber auch so beabsichtigt.
Das aktive Wahlrecht zur Wahl die Wahlmänner, sowie in den Landgemeinden der Gemeindevorsteher, Pfleger und Gemeindebevollmächtigten, stand den männlichen Inhabern des Bürgerrechtes zu.
Das passive Wahlrecht (Wählbarkeit) als Gemeindebevollmächtigter, Bürgermeister oder Magistratsrat war abhängig von der Größe einer Stadt auf einen Teil der vermögenden höchstbesteuerten Bürgerrechtsinhabern beschränkt. In den Städten der 1. Klassen z. B. auf das oberste Drittel. Man rechtfertigte diese Einschränkungen damit, dass Gemeindebevollmächtigte unentgeltlich tätig waren und gewählte Magistratsräte für ihre zeitaufwändige Arbeit nur sehr gering besoldet wurden, was sich nur sehr reiche Bürger leisten konnten. In den Landgemeinden war das passive Wahlrecht als Gemeindevorsteher oder Pfleger ebenso auf die obersten zwei Drittel beschränkt.
Mit der Gemeindeordnung von 1869 wurden die Beschränkungen des passiven Wahlrechtes für Inhaber des Bürgerrechts abgeschafft, ohne dass aber die Richtlinien zur Vergütung verändert wurden. Wichtiger als die Änderungen im Wahlrecht war aber, dass die Vergabe des Bürgerrechtes nicht mehr von Grundbesitz oder der Ausübung eines Gewerbes abhängig gemacht wurde. Stattdessen konnte (nicht: musste) das Bürgerrecht von der Gemeinde verliehen werden, wenn folgende Bedingungen erfüllt waren:
- männlich und volljährig
- Selbständigkeit (Kinder, Dienstboten und Gehilfen in der Hausgemeinschaft galten als unselbständig)
- Steuerveranlagung in der Gemeinde (Grundsteuer oder Gewerbesteuer oder Einkommensteuer)

Waren diese Bedingungen erfüllt hatten Personen mit Heimatrecht in der Gemeinde (nach Geburt, oder erworben) oder Personen, die seit mehr als zwei Jahren in der Gemeinde gewohnt und Steuern gezahlt hatten, einen Anspruch auf das Bürgerrecht. Die Gemeinde konnte das Bürgerrecht in diesen Fällen nur verweigern wenn die Armenfürsorge beansprucht worden war oder andere im Gesetz festgelegte Gründe (Verbrechen oder laufende Ermittlungen) vorlagen.
Das Gesetz sah weiterhin vor, dass das Bürgerrecht auch durch Haus- und Grundbesitz erworben werden konnte.
Auch wenn diese Bedingungen von vielen Bewerbern erfüllt werden konnten, blieb am Ende noch die eigentliche Schwelle zum Erwerb des Bürgerrechtes:
- Die Gemeinden waren befugt, die Verleihung des Bürgerrechtes von der Bezahlung einer Gebühr abhängig zu machen, die für große Städte mit über 20.000 Einwohnern bis zu 100 Gulden betragen konnte.

Während sich hier für Gemeinden eine wichtige neue Einnahmequelle auftat, waren die Gebühren für viele Einwohner ein Mehrfaches des Monatslohnes. Außerdem boten sich hier – nicht nur für die Gemeinden, sondern auch für die in dieser Zeit entstehenden politischen Gruppierungen – neue Möglichkeiten, durch in Aussicht gestellte Minderung der Gebühr für bestimmte Bevölkerungsgruppen (Sanitäter, Feuerwehrleute, Kriegsveteranen) oder durch gewährte Zuschüsse für Mitglieder politischer Gruppen Einfluss auf das zukünftige Wahlverhalten der so geförderten neuen Bürgerrechtsinhaber zu nehmen.

### Auswirkungen der Vergabe der Bürgerrechte
Personelle Zusammensetzung der Stadtregierung: Die Einschränkungen bei der Vergabe des Bürgerrechtes hatten besonders vor der neuen Gemeindeordnung von 1869 zur Folge, dass sich die leitende Personen der großen Städte jeweils nur aus 400 bis 500 sehr vermögenden Bürgern rekrutierten.
Entwicklung des Verhältnisses der Anzahl der Bürger zur Anzahl der Einwohner
Für die Stadt Regensburg, wo bis 1803 nur Protestanten Bürgerrecht hatten, sind für die Zeit vor dem Erlass der Gemeindeedikts von 1818 und für die Entwicklung danach die im Folgenden geschilderten Verhältnisse bekannt, die in anderen großen bayerischen Städten ähnlich waren.
- Ende 18. Jahrhundert: 800 protestantischen Familienvätern mit Bürgerrecht standen 3 katholische Familienväter mit Bürgerrecht gegenüber, obwohl die Einwohnerschaft der Stadt nur zu 1/3 aus Protestanten und zu 2/3 aus Katholiken bestand. Bis zur Eingliederung von Regensburg in das Königreich Bayern (1810) erhielten während der Regierungszeit von Fürstbischof Dalberg auch Katholiken das Bürgerrecht. Damit begannen in Regensburg Änderungen der anfänglich speziellen Verhältnisse schon vor Erlass des Gemeindeedikts 1818.

- 1830, 12 Jahre nach Erlass des Gemeindeedikts von 1818: Regensburg hatte 18.912 Einwohner mit 4.979 Familien. 1.376 der Familienväter (27,6 %) besaßen das Bürgerrecht, von ihnen waren 65 % protestantisch und 35 % katholisch. Der immer noch deutliche konfessionelle Unterschied ist auf Nachwirkungen der speziellen Verhältnisse in Regensburg bis 1800 zurückzuführen. Viel wichtiger aber ist die Zahl der Einwohner mit Bürgerrecht bezogen auf die Gesamtzahl der Einwohner. Dieser Wert lag bei 7,14 %, was bedeutet, dass damals in Regensburg nur 1 Bürger von 14 Einwohnern das Bürgerrecht hatte (1/14).

- 1867: In Regensburg gab es 26.646 Einwohner mit 8.543 Familien, von den 1.510 Familienväter (17,7 %) Bürgerrechte besaßen. Bezogen auf die Gesamtzahl der Einwohner hatte nur 1 Bürger von 17 Einwohnern das Bürgerrecht. Das Verhältnis hatte sich also verschlechtert auf den Wert 1/17. In anderen bayerischen Städten hatte das Verhältnis einen ähnlichen Wert: Nürnberg 1/10, Augsburg 1/14, Würzburg 1/12, oder es lag wie in München mit 1/28 sogar noch deutlich niedriger.

- 1872 bis 1910: Nach der neuen Gemeindeordnung von 1869 verschlechterte sich das Verhältnis von Bürgern zu Einwohnern trotz wachsender Bevölkerungszahl und lag 1896 in Regensburg bei 1/31. Ähnlich schlecht entwickelten sich die Verhältnisse auch in anderen bayerischen Städten. Das führte in den nächsten Jahren zur Ermäßigung der Gebühren und im Gemeindewahljahr 1911 sogar zu einer drastischen Gebührensenkung in allen Städten Bayerns. Als Folge dieser Maßnahmen verbesserte sich die Situation in allen Städten. In Regensburg kam es 1911 in 2.543 Fällen zur Verleihung des Bürgerrechtes, davon in 137 Fällen sogar ohne Gebühr. Bei damals 53.000 Einwohnern hatten danach wieder 1 von 11 Einwohnern der Stadt das Bürgerrecht.[5]

Entwicklung der wirtschaftlichen und politischen Verhältnisse
Für Gemeinden war die Möglichkeit, die Verleihung des Bürgerrechtes von der Bezahlung einer Aufnahmegebühr abhängig zu machen, eine zusätzliche Einnahmequelle. Diese Quelle konnte nach 1868 genutzt werden, um die in den Folgejahren beginnenden verkehrspolitischen, wirtschaftlichen, industriellen und sozialen Umwälzungen zu finanzieren. In allen Städten wuchs die Zahl der Einwohner. Nach dem Abbruch der Stadtmauern und dem Bau von Bahnhöfen musste die Straßeninfrastruktur erweitert werden. Außerdem begann der Bau von Gas- und Elektrizitätswerken, die Erneuerung der Wasserversorgung und der Neubau einer Kanalisation. Andererseits war für Bürgermeister und Gemeindebevollmächtigte die Versuchung groß, durch eine Ermäßigung der Aufnahmegebühr bis hin zum Erlass der Gebühr bestimmte Wählergruppen dauerhaft an sich zu binden. Das konnten aber auch Gruppen von Einwohnern machen, die in Opposition zum Bürgermeister und den Gemeindebevollmächtigten standen, wenn sie finanzielle Unterstützung bekamen. Dies war z. B. der Fall in der unter Bürgermeister Oskar von Stobäus stark protestantisch geprägten Stadt Regensburg, wo den zugezogenen katholischen Einwohnern von Unterstützungsvereinen finanzielle Hilfen angeboten wurden, um die Bürgerrechtsgebühr bezahlen zu können. Im damals beginnenden bayerischen Kulturkampf. entwickelten sich diese Vereine zu Vorläufergruppen der Bayerischen Patriotenpartei und der 1870 gegründeten konservativen Zentrumspartei.

## Rechtsgrundlagen nach dem Zweiten Weltkrieg
Das Recht der Gemeinden, „ihre Bürgermeister und Vertretungskörper zu wählen“ ist in Artikel 11 (2) der Bayerischen Verfassung verankert, das Wahlrecht der Gemeindebürger in Artikel 17 der Bayerischen Gemeindeordnung („Die Gemeindebürger wählen den Gemeinderat und mit der Mehrheit der abgegebenen gültigen Stimmen den ersten Bürgermeister.“) bzw. der Kreisbürger in Artikel 12 der Landkreisordnung. Die eigentlichen Regeln zum Wahlvorgang treffen das Bayerische Gemeinde- und Landkreiswahlgesetz (Gesetz über die Wahl der Gemeinderäte, der Bürgermeister, der Kreistage und der Landräte) und die Gemeinde- und Landkreiswahlordnung sowie die ministeriellen Vollzugshinweise.

### Wesentliche wahlrechtliche Bestimmungen

Stimmzettel zur Stadtratswahl 2020 in Nürnberg: Papierformat 1,0 auf 0,7 Meter

Die Zusammensetzung der Gemeinde- bzw. Stadträte und der Kreistage wird nach dem Verhältniswahlrecht bestimmt; die Wahl der Bürgermeister und Landräte erfolgt nach Mehrheitswahlrecht, wobei dabei eine absolute Mehrheit gefordert ist und gegebenenfalls zwei Wochen nach dem allgemeinen Wahltag eine Stichwahl durchgeführt wird. Wegen der örtlichen Gegebenheiten, die sich zwischen Großstädten und kleinen Gemeinden erheblich unterscheiden können, enthält das bayerische Kommunalwahlrecht auch Bestimmungen für den Fall, dass auf den Stimmzetteln keine Wahlvorschläge oder nur ein einziger Wahlvorschlag aufgeführt sind und erlaubt unter Umständen das Hinzufügen von im Vordruck nicht genannten Personen. Außerdem werden teils unterschiedliche Regelungen für ehrenamtliche und für hauptamtliche Bürgermeister getroffen.

#### Wahlperiode
Die Wahlperiode der Gremien und Amtsträger beträgt sechs Jahre und beginnt stets an dem allgemeinen Wahltermin folgenden 1. Mai. Wenn Bürgermeister oder Landräte vorzeitig aus dem Amt ausscheiden, finden Neuwahlen für deren Funktion (nicht aber für das Vertretungsgremium) statt, sofern der nächste allgemeine Wahltermin nicht ohnehin zeitlich nahe liegt. Ehrenamtliche Bürgermeister werden dabei stets für eine verkürzte Amtsdauer bis zur nächsten allgemeinen Kommunalwahl gewählt, berufsmäßige Bürgermeister und Landräte jedoch auf volle sechs Jahre, wenn die Amtszeit bis zur nächsten Wahl weniger als vier Jahre betragen würde. Um erneut zeitgleiche Wahlen zu erreichen, kann der hauptamtliche Bürgermeisters oder Landrat auch in diesem Fall eine zeitgleiche Wahl durch einen entsprechenden Antrag an den Gemeinde-/Stadtrat bzw. Kreistag erreichen. Ebenfalls im Interesse der Rückkehr zu zeitgleichen Wahlen kann sich die Amtszeit auf bis zu acht Jahre verlängern, wenn eine Landrats- oder Bürgermeisterwahl innerhalb der letzten zwei Jahre vor dem landesweiten Wahltermin stattfand.

#### Aktives Wahlrecht
Das aktive Wahlrecht besitzen alle Unionsbürger – also alle Staatsangehörigen der EU-Mitgliedstaaten – die das 18. Lebensjahr vollendet haben und deren „Schwerpunkt ihrer Lebensbeziehungen“ seit mindestens zwei Monaten in der Gemeinde bzw. Landkreis liegt. In der Regel fällt dies mit dem Hauptwohnsitz im melderechtlichen Sinn zusammen, kann aber zum Beispiel bei Obdachlosen, Pendlern oder Studenten davon abweichen. Durch das aktive Wahlrecht auch der EU-Ausländer ist die Zahl der Stimmberechtigten bei Kommunalwahlen höher als bei Landtags- oder Bundestagswahlen. Im Jahr 2008 lag sie bei 9,64 Mio. (Landtagswahl im gleichen Jahr, wenngleich mehr als sechs Monate später: 9,32 Mio.). Im Jahr 2002 lag sie bei 9,25 Mio. (Bundestagswahl im gleichen Jahr: 9,10 Mio.).

#### Passives Wahlrecht
Die Wählbarkeit, also das passive Wahlrecht für die Vertretungsgremien und als ehrenamtlicher Bürgermeister, setzt eine Wohnung nach Melderecht (bei Wohnungslosen den gewöhnlichen Aufenthalt) im Wahlkreis seit drei Monaten voraus. Zudem können Verwaltungsangestellte und Beamte einer Kommune dort nicht ehrenamtliche Gemeinde- bzw. Stadträte oder Bürgermeister sein. Zu Landräten oder hauptamtlichen Bürgermeistern können nur Deutsche gewählt werden, weil sie gleichzeitig Leiter ihrer Behörden sind und beamtenrechtliche Regelungen angewendet werden. Auch liegt das Höchstalter für berufsmäßige Amtsträger ab der Kommunalwahl 2020 zu Amtszeitbeginn (in der Regel also am der Wahl folgenden 1. Mai) bei 66 Jahren, bis dahin bei 64 Jahren.

#### Wahlvorschläge
Wahlvorschläge können von Parteien und von Wählergruppen eingereicht werden, ein festes Organisationsgefüge ist also nicht Voraussetzung für die Zulassung einer Liste. Parteien und Gruppen, die bislang nicht im Gremium vertreten waren und bei der jüngsten vorausgehenden Landtags-, Bundestags- oder Europawahl landesweit auch nicht wenigstens fünf Prozent der Stimmen erreicht haben, benötigen zur Zulassung ihres Wahlvorschlags aber Unterstützungsunterschriften. Ihre Zahl hängt von der Zahl der Einwohner der jeweiligen Gemeinde oder des Landkreises ab und beträgt abgestuft zwischen 40 in Gemeinden mit bis zu 1000 Einwohnern bis hin zu 1000 in der Landeshauptstadt München. Anders als bei Zulassungsanträgen für Volksbegehren oder Wahlvorschlägen für Landtags- oder Bundestagswahlen werden die Unterstützungsunterschriften nicht durch die Vereinigungen selbst gesammelt und nachfolgend eingereicht, sondern können von den Wahlberechtigten nur direkt bei der Gemeindeverwaltung geleistet werden. Ausnahmen sind vergleichbar dem Ablauf bei der Briefwahl möglich.
Jeder Wahlvorschlagsträger darf nur einen Wahlvorschlag einreichen. Hohe Aufmerksamkeit erfuhr dies bei der Kommunalwahl in München im Jahr 1990, als der Wahlvorschlag der CSU-nahen Jungen Liste unter Verweis auf die Beschränkung nicht zugelassen wurde, die Liste nachträglich aber vor dem Verwaltungsgerichtshof Recht bekam und die Stadtratswahl vier Jahre nach dem ursprünglichen Termin wiederholt werden musste. Bei der Wiederholungswahl erreichte die Junge Liste zwei Stadtratsmandate.

#### Zahl der Gremienmitglieder
Die Zahl der zu wählenden Gemeinde- bzw. Stadtratsmitglieder und der Kreisräte ist abhängig von der Einwohnerzahl des jeweiligen Wahlgebietes.
Die Zahl der Mitglieder beträgt nach Artikel 31 (2) der Bayerischen Gemeindeordnung im Gemeinde- bzw. Stadtrat:
- bei bis zu 1.000 Einwohnern 8
- bei mehr als 1.000 bis zu 2.000 Einwohnern 12
- bei mehr als 2.000 bis zu 3.000 Einwohnern 14
- bei mehr als 3.000 bis zu 5.000 Einwohnern 16
- bei mehr als 5.000 bis zu 10.000 Einwohnern 20
- bei mehr als 10.000 bis zu 20.000 Einwohnern 24
- bei mehr als 20.000 bis zu 30.000 Einwohnern 30
- bei mehr als 30.000 bis zu 50.000 Einwohnern 40 (z. B. Forchheim oder Straubing)
- bei mehr als 50.000 bis zu 100.000 Einwohnern 44 (Aschaffenburg, Bamberg, Bayreuth, Kempten, Landshut, Neu-Ulm, Passau, Rosenheim und Schweinfurt)
- bei mehr als 100.000 bis zu 200.000 Einwohnern 50 (Erlangen, Fürth, Ingolstadt, Regensburg und Würzburg)
- bei mehr als 200.000 bis zu 500.000 Einwohnern 60 (betrifft nur Augsburg)
- in Nürnberg 70
- in München 80

Bei der Zahl der Kreistagsmitglieder kennt Artikel 24 (2) der Landkreisordnung dagegen nur drei Abstufungen:
- bei bis zu 75.000 Einwohnern 50
- bei mehr als 75.000 bis zu 150.000 Einwohnern 60
- bei mehr als 150.000 Einwohnern 70

#### Stadtbezirksvertretungen
Zeitgleich mit den Stadträten können in Kommunen mit mehr als 100.000 Einwohnern auch die Mitglieder von Stadtbezirksvertretungen direkt gewählt werden, wenn diese mit eigenen Entscheidungsrechten ausgestattet sind. Eine solche Direktwahl der Bezirksausschussmitglieder findet seit 1996 als einziger bayerischer Kommune in München statt. Das Wahlverfahren entspricht dem der Stadtratsmitglieder.

### Stimmabgabe
Bei der Wahl des ersten Bürgermeisters bzw. Oberbürgermeisters und des Landrats hat jeder Wahlberechtigte jeweils eine Stimme, die direkt vergeben wird. Die weiteren Bürgermeister einer Kommune werden nicht bei der Kommunalwahl bestimmt, sondern vom neuen Gemeinde- bzw. Stadtrat aus seiner Mitte gewählt.
Bei der Wahl des Gemeinde- bzw. Stadtrats (und analog bei der des Kreistags) hat jeder Wähler so viele Stimmen, wie das Gremium Mitglieder zählt, kann also je nach Gemeinde zwischen 8 und 80 Stimmen abgeben. Die Stimmzettel verfügen über Markierungsfelder sowohl im Kopf jeder Wahlvorschlagsliste als auch neben jedem einzelnen Kandidaten. Der Wähler kann Kandidaten bis zu drei Stimmen zukommen lassen („Kumulieren“ oder „Häufeln“) und Kandidaten unterschiedlicher Listen wählen („Panaschieren“). Reststimmen, die nicht an bestimmte Kandidaten vergeben wurden, gehen an die Liste, die im Kopf des Wahlvorschlags markiert wurde („Listenkreuz“). Durch das Listenkreuz erhält jeder Kandidat in der Listenreihenfolge je eine Stimme, bis die Reststimmen aufgebraucht sind. Kandidaten, die vom Wähler auf der Liste gestrichen wurden oder bereits Einzelstimmen erhalten haben, bleiben bei der Reststimmenvergabe unberücksichtigt.
In Gemeinden mit bis zu 3000 Einwohnern können die Wahlvorschläge bis zu doppelt so viele Bewerber enthalten, wie zu wählen sind. Entsprechend haben die Wähler dann auch doppelt so viele Stimmen.
Eine mögliche Besonderheit ist das mehrfache Aufscheinen von Kandidaten innerhalb einer Liste. Wahlvorschlagsträger können sich für diese Option entscheiden, wenn sie weniger als die höchstmögliche Zahl von Bewerbern (die der Zahl der Gremienmitglieder entspricht) aufgestellt haben. Durch die bis zu dreimalige Nennung von Kandidaten auf der Liste werden die Listenkreuze voll verwertet, während sonst Reststimmen nicht zugeteilt würden und somit auch bei der Ermittlung der auf die Liste entfallenden Mandate unberücksichtigt blieben. Trotzdem kann auch bei Mehrfachnennung keiner der Kandidaten mehr als drei Stimmen erhalten.

### EDV-Unterstützung bei der Stimmenauszählung
In der Gemeinde- und Landkreiswahlordnung wird in § 81 (6), § 82 (9) und § 87 (2) auch der Einsatz von Datenverarbeitungsanlagen bei der Stimmenauszählung (nicht jedoch bei der Stimmabgabe) berücksichtigt. Seit der Kommunalwahl 2002 werden die Stimmzettel dazu in zahlreichen Kommunen mit Barcodes neben den Kandidatennamen versehen, die eine Erfassung der Stimmen per Barcode-Lesestift ermöglichen. Die Übermittlung und Auswertung jeder Stimme an einem angeschlossenen Computer erleichtert das Aufsummieren der Stimmen und führt zu einer automatisierten Gültigkeitsprüfung der einzelnen Stimmzettel. Das System OK.Wahl der öffentlich-rechtlichen Anstalt für Kommunale Datenverarbeitung in Bayern wurde bei den Kommunalwahlen 2008 in rund 1000 Kommunen mit 15.000 Lesestiften eingesetzt. Der Interessenverband Chaos Computer Club kritisierte dies als „unsicher und intransparent“.